# Candy Flip
Candy Flip foi uma banda britânica de música eletrônica, sendo geralmente associada à cena musical conhecida como Madchester no começo dos anos 90. Eles são mais lembrados pelo cover da música "Strawberry Fields Forever" dos Beatles que se tornou um hit, alcançando a posição #3 no UK Singles Chart.

## Origens do nome e formação
Candy Flip foi nomeado a partir de uma prática de mesmo nome que significa ingerir ecstasy e LSD ao mesmo tempo. A banda foi formada em 1990 por Danny Spencer (vocais, teclados), Kelvin Andrews (teclados) e Ric Peet (teclados).

## "Strawberry Fields Forever" e o sucesso
A banda teve um hit single que entrou no Top 10 do Reino Unido com uma versão eletrônica de "Strawberry Fields Forever" dos Beatles em 1990. Inicialmente, tornou-se sucesso apenas nos clubes noturnos da cena rave antes de se popularizar e chegar nas paradas. Hoje, a faixa é considerada uma espécie de "clássico da rave" e foi relançado em formato de vinil em 2005 pela S12 Records.
O b-side do primeiro single de 12" contém uma outra faixa eletrônica intitulada "Can You Feel The Love". Um segundo single de 12" lançado conta com "Raspberry Ripple Remix" liderando a faixa com "Rhythim Of Love" atrás.
Em 1991, Candy Flip lançou seu primeiro álbum, Madstock . . . The Continuing Adventures of Bubble Car Fish, que combinou batidas de rave com o synth pop, bastante influenciado por bandas como Pet Shop Boys e The Beloved. Mais dois singles foram lançados, o primeiro sendo "Space" que não conseguiu entrar na parada britânica (UK Singles Chart) e "This Can Be Real", que foi um pouco melhor e atingiu a posição #60. Candy Flip acabou em 1992.

## Atividade recente
Ric Peet se tornou um produtor musical e engenheiro de som, trabalhando com bandas como The Charlatans e Six By Seven.
Danny Spencer e Kelvin Andrews formaram o Sound 5, lançando o álbum 'No Illicit Dancing' em 2000, e providenciando remixes para outros artistas como a banda britânica Space.
Mais recentemente, Spencer e Andrews (sob o nome de Soul Mekanik) produziu quatro músicas para o álbum Rudebox (2006) de Robbie Williams. Desde então Soul Mekanik tem continuado o trabalho com Williams sendo creditado como 'Central Field' em seu último álbum Reality Killed the Video Star.

## US Singles
| Ano  | Single                      | Posição        | Álbum       |
| Ano  | Single                      | US Modern Rock | Álbum       |
| ---- | --------------------------- | -------------- | ----------- |
| 1990 | "Strawberry Fields Forever" | 11             | Madstock... |
| 1990 | "Space"                     | NA             | Madstock... |
| 1990 | "This Can Be Real"          | 18             | Madstock... |
| 1991 | "Redhills Road"             | 19             | Madstock... |

## References
1. 1 2  Roberts, David (2006). British Hit Singles & Albums 19th ed. London: Guinness World Records Limited. p. 91. ISBN 1-904994-10-5
2. ↑  http://www.allmusic.com/artist/p12497 Allmusic: Candy Flip Biography